# 나가토국

나가토 국

나가토국(일본어: 長門国)은 산요도에 있던 일본의 옛 구니이다. 현재의 야마구치현 서부에 해당한다. 조슈(長州)라고 불리기도 한다.

## 연혁
나가토는 옛날에는 아나토(穴門)라고 불리며 아나토(穴戸)라고 쓰기도 하였다. 《일본서기》에 의하면 다이카 6년(650년) 아나토의 고쿠시(国司)가 흰 꿩을 헌상하였다고 한다. 덴지 4년(665년) 나가토 국이라는 표현이 처음으로 보이는 것으로 미루어 볼 때, 이 사이에 개칭하였고 추정된다. 아나토라는 말은 해협(시모노세키 해협)을 가리키며, 일본 신화에도 「아나토가미(穴戸神)」라는 이름이 보인다. 7세기에 아나토 고쿠조(国造, 율령제 도입 전 야마토 정권의 지방관)의 영역과 아부 고쿠조(阿武国造)의 영역을 합쳐서 아나토 국이 설치되었다. 7세기 후반에 나가토 국으로 개칭하였다.

## 군
- 아사 군 (야마구치 현)(일본어판)(厚狭郡)
- 도요우라군(일본어판)(豊浦郡)
- 미네 군(美祢郡)
- 오쓰군(일본어판)(大津郡)
- 아부군(阿武郡)
- 미시마 군(見島郡)

## 같이 보기
- 나가토시
  - 아베 신조